# Imidacloprid
Imidacloprid (ISO-naam) is een veelgebruikt insecticide. Het is een neonicotinoïde uit de nitroguanidine-groep (andere leden van deze groep zijn clothianidine, thiacloprid, acetamiprid en thiamethoxam). Het werd in de jaren 80 van de 20e eeuw ontwikkeld aan het Yuki Research Center in Japan, dat deel uitmaakt van Bayer. Merknamen van Bayer zijn Admire, Confidor, Gaucho, Provado en Premise. Andere bedrijven verkopen het ook, onder meer als Sombrero, Bazooka, Kohinor en Warrant.

## Toepassing
Imidacloprid is een systemisch insecticide, dat zowel werkt via contact als via ingestie door zuigende of bladvretende insecten. Het is onder meer werkzaam tegen bladluizen, mieren en witte vlieg. Het wordt verspoten op onder andere appelbomen, tomaten, tabak, hop en sierplanten, en het wordt ook gebruikt om zaaizaad van onder meer suikerbieten te beschermen. Imidacloprid is een van de meest gebruikte insecticiden: volgens Bayer is Admire het wereldwijd meest gebruikte insecticide. In 2007 verkocht Bayer voor 556 miljoen euro imidacloprid.
Bayer commercialiseert ook een middel tegen termieten op basis van imidacloprid (merknaam: Hachikusan in Japan, Premise Termiticide in de Verenigde Staten).
Imidacloprid wordt ook gebruikt worden om honden te vrijwaren van vlooien, teken, muggen, luizen stal- en zandvliegen (merknaam: ProtecTix® van Beaphar en Advantix/Advantage/Bolfo gold van Bayer).
In gelvorm wordt het tevens toegepast ter bestrijding van onder andere kakkerlakken. Het overstimuleert het zenuwstelsel waarna het dier eerst enorm actief wordt en vervolgens aan de gevolgen daarvan sterft.

## Regelgeving
Imidacloprid is opgenomen in de lijst van gewasbeschermingsmiddelen die in de lidstaten van de Europese Unie toegelaten zijn. De geldigheidsperiode loopt van 1 augustus 2009 tot 31 juli 2019. Op 29 april 2013 heeft de Europese Commissie echter besloten dit pesticide voorlopig te verbieden, omdat het de bijenpopulatie ernstig heeft aangetast en bijen erg belangrijk zijn voor de bestuiving van voedselgewassen. Het verbod, dat inging op 1 december 2013, geldt niet voor de glastuinbouw (kassen). Ook met imidacloprid behandelde zaden mogen niet meer worden gebruikt.

## Eigenschappen
Imidacloprid is matig acuut toxisch, en er zijn geen aanwijzingen dat het carcinogeen of genotoxisch is.
Imidacloprid is wel zeer acuut toxisch voor bijen en het grootschalig gebruik van de stof zou een oorzaak kunnen zijn van de waargenomen verhoging van bijensterfte. In de toelating van de Europese Unie was al voorgeschreven dat er bijzondere aandacht moest worden besteed aan de bescherming van honingbijen bij het verspuiten van imidacloprid. In januari 2013 stelde de European Food Safety Agency (EFSA) vast dat dit pesticide onaanvaardbare schade toebrengt aan bijenvolkeren, die belangrijk zijn voor de bestuiving van voedselgewassen. Het advies van dit agentschap is overgenomen door de Europese Commissie, bij de bepaling van het verbod dat per 1 december 2013 inging. In 2014 bleek uit onderzoek echter dat de stof niet de grote oorzaak van de bijensterfte is. Mogelijk heeft het wel een negatief effect dat de bijensterfte mee in de hand werkt.

## Aanwezigheid in het milieu
Er zit op sommige plekken in Nederland 10.000 keer zoveel imidacloprid in het oppervlaktewater dan de norm toelaat. Het middel breekt erg langzaam af in water. Dit blijkt uit cijfers van Rijkswaterstaat voor 2005 en 2006. De metingen zijn gedaan in het westen van het land, waar glastuinbouw, bollenteelt en boomteelt sterk zijn vertegenwoordigd. Volgens Stichting Natuur en Milieu zijn de gemeten hoeveelheden imidacloprid zo hoog, dat een verbod op gebruik onvermijdelijk is. Er zijn ook aanwijzingen dat imidacloprid zeer schadelijk is voor bijen en dat dit middel verantwoordelijk zou zijn voor de colony collapse disorder.
Nederlandse biologen hebben een verband gevonden tussen gebruik van Imidacloprid in de landbouw en de lokale achteruitgang van spreeuw, veldleeuwerik, boerenzwaluw, ringmus en andere insectenetende vogels.